# خط طول 145° غرب
خط طول 145° غرب هو أحد خطوط الطول الجغرافية، والتي تمتد من القطب الشمالي الجغرافي إلى القطب الجنوبي الجغرافي، وحسب التحويل الزمني يتأخر خط طول 145° غرب عن خط غرينتش بـ9 ساعات و40 دقيقة.

## من القطب إلى القطب
ينطلق خط طول 145° غرب من القطب الشمالي نحو القطب الجنوبي مرورا بالمناطق التي ترد في الجدول التالي:
| الإحداثيات                           | البلد أو الإقليم أو البحر | ملاحظات |
| ------------------------------------ | ------------------------- | --- |
| 90°0′N 145°0′W / 90.000°N 145.000°W  | المحيط المتجمد الشمالي    | |
| 73°4′N 145°0′W / 73.067°N 145.000°W  | بحر بيوفورت               | |
| 69°59′N 145°0′W / 69.983°N 145.000°W | الولايات المتحدة          | ألاسكا |
| 60°25′N 145°0′W / 60.417°N 145.000°W | المحيط الهادئ             | |
| 14°25′S 145°0′W / 14.417°S 145.000°W | تاهيتي                    | Takaroa atoll |
| 14°30′S 145°0′W / 14.500°S 145.000°W | المحيط الهادئ             | مرورا بشرق Takapoto atoll, تاهيتي (في 14°36′S 145°8′W / 14.600°S 145.133°W) · مرورا بشرق Kauehi atoll, تاهيتي (في 15°55′S 145°3′W / 15.917°S 145.050°W)                                                                                   |
| 16°6′S 145°0′W / 16.100°S 145.000°W  | تاهيتي                    | Raraka atoll |
| 16°9′S 145°0′W / 16.150°S 145.000°W  | المحيط الهادئ             | مرورا بشرق Faaite atoll, تاهيتي (في 16°44′S 145°4′W / 16.733°S 145.067°W) · مرورا بغرب Tahanea atoll, تاهيتي (في 16°49′S 144°58′W / 16.817°S 144.967°W) · مرورا بغرب Hereheretue atoll, تاهيتي (في 19°53′S 144°59′W / 19.883°S 144.983°W) |
| 60°0′S 145°0′W / 60.000°S 145.000°W  | المحيط الجنوبي            | |
| 75°27′S 145°0′W / 75.450°S 145.000°W | القارة القطبية الجنوبية   | المطالب الإقليمية بالقارة القطبية الجنوبية |